# 煙山光紀
煙山 光紀（けむやま みつのり、1962年7月2日 - ）は、ニッポン放送編成局スポーツ部アナウンサールームに所属するアナウンサー。

## 来歴
広島県で生まれ、富山、大阪、東京と引っ越しを重ね、6歳の時に大阪に戻り、中高一貫の進学校である、高槻中学校・高等学校に進学。立教大学経済学部経済学科卒業。
友人の似顔絵を休み時間によく書いていた。アナウンサーになりたいきっかけとなったのは『MBSヤングタウン』（MBSラジオ）で聴いていた毎日放送アナウンサーの角淳一で、笑福亭鶴光に「どスミ」といじられまくっていたのを聴いて、この時は「こんな人でもなれるんなら」と思っていた。これが本格的にアナウンサーを目指そうときっかけとなったのはTBSアナウンサーの林美雄で、遠距離受信で『パックインミュージック』（TBSラジオ）を聴いて本人曰く「大阪には無いキザさ」が好きになり、様々な音楽やカルチャー情報を流す同番組に魅了されて、上京したいと思うようになった。
大学生時代は放送研究会に所属。学生時代はバラエティアナウンサー志望だったが、ニュース・バラエティ・実況を録音したデモテープを東京アナウンスアカデミーの永井譲治の所へ持って行って聴いてもらったところ、スポーツの方へ進むように強く勧められ、方向転換を決意。1987年4月、1年の就職浪人を経てラジオたんぱに入社し、主に東京CITY競馬トゥインクルレース中継、競艇の場内中継、株式中継などを担当。1989年のテレビ北海道の開局とともに、1990年に移籍し、ニュースやスキージャンプ「TVh杯ジャンプ大会」の実況をつとめる。1994年にニッポン放送に入社。ニッポン放送ホームページで4コマ漫画を描いていた。剣道、将棋が強い。
「FIFAワールドカップ」では、「2002年日韓大会」の日本対ロシア戦のラジオ実況を担当。「2006年ドイツ大会」では『東貴博 ニッポン全国 ラジベガス』で「ケムヤMAX」として現地情報を担当する。「2010年南アフリカ大会」では日本対オランダ（6月19日）の実況を担当する。
松本秀夫はスポーツ実況について「野球、サッカー、競馬を、どれも完璧にこなすスーパーアナウンサー。」と評価しており、またオリンピックのサッカー中継や以下の『Jリーグ RADIO』などでサッカーパーソナリティ（ニッポン放送におけるサッカー中継番組の実況者を指す）を務めることが多いほか、ニッポン放送の各番組でサッカー解説が必要となった場合の解説担当として出ることが多い。
妻は声関係の仕事をしている。双子の娘がおり、姉の煙山ゆうは、LuckyFM茨城放送のアナウンサー、妹は、ALBA所属のナレーターである。
子供の頃から“実況ごっこ”のようなことをやっていた。自ら「羽目を外せない、破天荒なことが出来ないタイプ」とも話しており、先輩アナウンサーの山田透にも「お前は真面目過ぎる」と言われたこともある。
休日や非番の日でも、自局・他局問わずラジオ番組をよく聞いており、番組あてにリスナーとしてメールも送っている。
自身のTwitterに「呟きの9割はキスマイ。」と記載している通り、アイドルグループKis-My-Ft2の大ファンであり、自ら「キスマイ大好きおじさん」と公言している。きっかけは、Kis-My-Ft2が2018年にメインパーソナリティを務めた『ラジオ・チャリティー・ミュージックソン』のアシスタントとして共演した事がきっかけとなり、それ以降、ブログやTwitterにてKis-My-Ft2のことを多く取り上げるようになった。その影響もあり、『Kis-My-Ft2のオールナイトニッポンPremium』や2019年の「ラジオ・チャリティーミュージックソン」等、ニッポン放送にてKis-My-Ft2がパーソナリティを務める番組のアシスタントに起用された。また、2020年3月28日に放送された『煙山光紀のサウンドコレクション』にて、2時間全曲Kis-My-Ft2の曲を紹介する番組を担当した。北山宏光がグループを脱退したが、グループ及び北山両方を応援している投稿を続けている。

## 出演番組

### 現在
- ニッポン放送ショウアップナイター（東京ヤクルトスワローズ戦中心、自社では放送されないNRN・JRN系列局向けの裏送りも担当）
- Jリーグ RADIOなどサッカー中継（実況=サッカーパーソナリティ）
- 日曜競馬ニッポン→競馬中継（土田晃之 日曜のへそ内）（年に数回GI競走の実況を担当する。）
- Kis-My-Ft2のオールナイトニッポンPremium（2018年度は交通情報・ラジオショッピング等担当、2019年度2020年度はアシスタント）

### 過去の実況実績
- 「オリンピック中継」（ロンドン）
  - サッカー男子・予選リーグ　日本×スペイン戦、準々決勝　日本×エジプト戦
- 「FIFAワールドカップ」（日韓W杯、南アフリカW杯、ブラジルW杯、ロシアW杯）
  - 日韓W杯　日本×ロシア戦　日本xトルコ戦
  - 南アフリカW杯　日本×オランダ戦
  - ブラジルW杯　日本xコートジボワール戦
  - ロシアW杯　日本xポーランド戦

### 過去
- 銀河に吠えろ!宇宙GメンTAKUYA（水曜日コーナー「Jリーグエクスプレス」担当）
- ショウアップナイタードリーム
- 煙山光紀のブロードバンド!ニッポン（那須恵理子の代理）
- 垣花正と榊原郁恵のあなたとハッピー!フライデースペシャル（「どうですか？GI」のコーナー）
- 煙山光紀のショウアップナイターネクスト!」（松本秀夫の代理）
- ショウアップナイターバッテリー
- 飯田浩司の「声だしていこー。」（スポーツニュース担当、2010年12月28日の飯田浩司欠席時のパーソナリティ代理）
- 幕末三姉妹（競馬実況アナウンサー役）
- ビッグコミックスピリッツ ラストイニング 全国高校野球県予選決勝 聖母学苑VS彩珠学院（ラジオドラマで実況を担当　2010年12月23日放送　「ラストイニング―私立彩珠学院高校野球部の逆襲」第29巻初回限定版の付録CDに収録）
- 土田晃之のFOOTBALLER'S HIGH（インフォメーション担当）
- 松村邦洋と磯山さやかと煙山光紀のラジオビバリー昼ズ（2012年5月11日、高田文夫休養時の代理）
- サンデー知っとかナイツ（スポーツニュース担当）
- 松本ひでお 情報発見 ココだけ（スポーツニュース担当、2013年3月4・5日松本秀夫休暇時のパーソナリティ代理）
- 垣花正 あなたとハッピー!（不定期出演）
- カッキーケムケム 突然ですが、お邪魔いたします（2012年10月6日 - 2013年3月30日、10月12日 - 2014年3月29日）
- We are SAMURAI（ナレーション）
- ショウアップスポーツ
- 金曜ブラボー。（フライデーJリーグコーナー担当）
- ザ・プレイヤーズ
- 今夜もオトパラ!（2014年度ナイターオフ金曜日パーソナリティ、2015年度以降はスポーツニュース担当）
- 宮藤官九郎のオールナイトニッポンGOLD（コーナー実況）
- ニッポンチャレンジドアスリート（ - 2019年3月）
- ラジオ・チャリティー・ミュージックソン（2018年、2019年アシスタント）

## 映画
- 孤狼の血 LEVEL2（2021年8月20日、東映） - 声のみ出演